# Dodi Al-Fayed
Dodi Al-Fayed (* 15. April 1955 als Imad El-Din ibn Mohammed ibn Abdel Moneim Al-Fayed, arabisch عماد الدين ابن محمد ابن عبد المنعم الفايد, DMG ʿImād ad-Dīn ibn Muḥammad ibn ʿAbd al-Munʿim Al-Fāyad in Alexandria; † 31. August 1997 in Paris) war ein ägyptischer Filmproduzent und Unternehmer. Er unterhielt eine Liebesbeziehung zu Prinzessin Diana; beide starben 1997 in Paris bei einem Autounfall. 

## Herkunft und erste Ehe
Dodi Al-Fayeds Mutter war die Schriftstellerin und Journalistin Samira Khashoggi, eine Schwester des Waffenhändlers Adnan Khashoggi. Neben seiner Tätigkeit als Filmproduzent (u. a. Executive Producer des Spielfilms Hook) war der Sohn des aus Ägypten stammenden Geschäftsmannes Mohamed Al-Fayed Geschäftsführer mehrerer Hotels und Firmen, u. a. der Harrods-Kette. Am 31. Dezember 1986 heiratete er das Model Suzanne Gregard, von der er sich nach acht Monaten scheiden ließ.
In ihren nach seinem Tod veröffentlichten Memoiren schreibt Claudia Christian, sie habe eine Beziehung mit Fayed gehabt. Die Zeitschrift Vanity Fair berichtete, Fayed habe sich 1997 mit dem amerikanischen Model Kelly Fisher verlobt und mit ihr eine Villa in Malibu erworben.

## Unfalltod mit Prinzessin Diana
Nach Prinzessin Dianas Scheidung vom britischen Thronfolger, Prinz Charles, entwickelte sich eine Liebesbeziehung zwischen ihr und Al-Fayed. 1997 starben sie nach dem Verlassen des Hôtels Ritz in Paris bei einem Autounfall. Die näheren Umstände wurden 2007 von einem Geschworenengericht in Großbritannien untersucht. Dodis Vater, Mohamed Al-Fayed, behauptete, der britische Geheimdienst MI5 sei für den Tod von Dodi und Diana verantwortlich.
2008 urteilte die Untersuchungskommission, dass Diana und Dodi Al-Fayed „ungesetzlich getötet“ (engl. unlawfully killed) wurden. Sie stellte außerdem eine grobe Pflichtverletzung des Fahrers des Unfallwagens, Henri Paul, fest. Eine Strafverfolgung der beteiligten Paparazzi wurde im Anschluss an dieses Urteil ausgeschlossen, da es nicht möglich ist, Ausländer für eine im Ausland begangene Straftat vor ein britisches Gericht zu stellen.
Dianas Söhne, William und Harry, nahmen den Urteilsspruch vorbehaltlos an und dankten dem Richter und der Jury für ihre Arbeit. Mohamed Al-Fayed hingegen sprach weiterhin von einem Mord und behielt sich weitere rechtliche Schritte vor. Seine Rechtsberater erklärten jedoch schriftlich, dass sie das Urteil anerkennen würden. Außerdem wurde anerkannt, dass es keine Bestrebungen gegeben habe, eine Schwangerschaft Dianas zu verdecken, weil diese nicht nachzuweisen sei, und dass die französischen Notfalldienste nicht Teil einer Verschwörung gewesen seien, die Diana hätten schaden wollen. Die von Mohamed Al-Fayed vorgetragenen Anschuldigungen konnten nicht bewiesen werden. Schließlich akzeptierte Mohamed Al-Fayed das Urteil der Geschworenenjury. Die Nachforschungen der Metropolitan Police zu diversen Verschwörungstheorien wurden als Operation Paget bezeichnet.

## Begräbnis und Denkmal
Dodi Al-Fayed wurde ursprünglich auf dem Friedhof Brookwood nahe Woking in der Grafschaft Surrey bestattet, im Oktober 1997 jedoch nach Oxted auf das Landgut seines Vaters umgebettet.
Sein Vater ließ zudem für seinen Sohn und Diana zwei Denkmäler im Warenhaus Harrods errichten. Das erste wurde am 12. April 1998 enthüllt und zeigt in Bronze gerahmte Fotos der beiden hinter einer pyramidenförmigen Vitrine, in der ein Weinglas von ihrem letzten Abendessen mit Spuren von Dianas Lippenstift ausgestellt wurde, sowie einen Ring, den Dodi Al-Fayed einen Tag vor ihrem Tod gekauft hatte. Das zweite Denkmal wurde am 1. September 2005 enthüllt und „Innocent Victims“ (wörtlich: unschuldige Opfer) genannt. Eine drei Meter hohe Bronzestatue zeigt Diana und Dodi an einem mediterranen Strand, unter den Flügeln eines Albatros tanzend.
Als Mohamed Al-Fayed Harrods im Mai 2010 für geschätzte 1,5 Mrd. Pfund an die Qatar Holding verkaufte, blieben die beiden Denkmäler zunächst an Ort und Stelle. 2018 wurden sie an Mohamed Al-Fayed zurückgegeben. Die Bronzestatue steht seither im Garten seines Landguts in Oxted.

## Filmografie
- 1980: Breaking Glass (Executive Producer)
- 1981: Die Stunde des Siegers (Executive Producer)
- 1986: F/X – Tödliche Tricks (Producer)
- 1991: F/X 2 – Die tödliche Illusion (Producer)
- 1991: Hook (Executive Producer)
- 1995: Der scharlachrote Buchstabe (Executive Producer)